# Geologický čas
Názory na geologický čas, tedy představy o skutečném stáří planety Země či o stáří jednotlivých hornin, minerálů nebo i zkamenělin v nich obsažených, procházely obdobným vývojem jako představy o vesmírných rozměrech. Tak jako v případě vesmíru původní představy začínaly se vzdálenostmi představitelnými zde na Zemi a skončily při současném stavu poznání u celých miliard světelných let, pak i v případě geologie se původně počítalo stáří Země jen na tisíce roků, aby nakonec bylo odhadnuto na více než 4,5 miliardy let.
Geologický (také „hluboký“) čas je koncept, který si věda osvojila až na počátku 19. století, kdy již bylo jasné, že od vzniku Země a existence vyhynulých forem známých z jejich fosilních pozůstatků musela uplynout extrémně dlouhá doba (nejdříve v řádu stovek tisíc let, později již milionů až miliard let).

## Hledání stáří Země

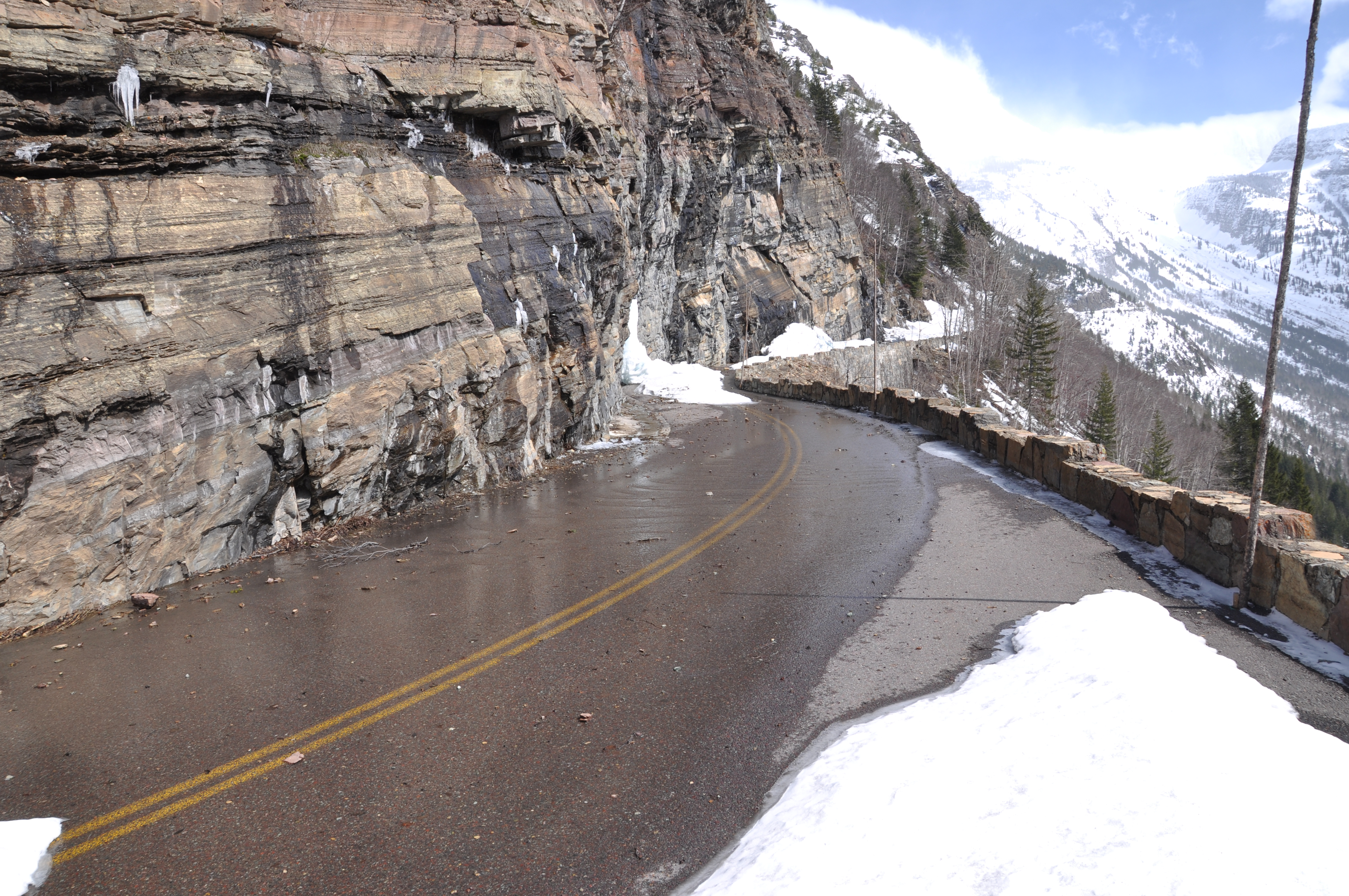
Geologický profil usazenými horninami, kde jsou dobře patrné jednotlivé vrstvy, jak se v čase usazovaly

Někteří učenci starověkého Řecka (Aristoteles) a Říma došli při pozorování usazování sedimentů v současné přírodě k poznání, že kamenné usazené horniny představují velice dlouhý záznam minulosti Země. Perský Avicenna částečně převzal dílo Aristotela. Geomorfologie byla známa již i čínskému vědci Šen Kuaovi. Tato myšlenka se však v Evropě „ztratila“ až do novověku.
Ještě v první polovině 19. století převažoval v křesťanském světě názor, podle kterého byl vznik Země spočítán k roku 4004 před naším letopočtem. K tomuto číslu došel anglikánský arcibiskup James Ussher roku 1650 na základě údajů obsažených v Bibli. Tehdejší učenci později údaj upřesnili na datum 23. října a 18. hodinu večerní.
Objevy velkého množství zkamenělin odlišných od v současnosti žijících druhů byly na přelomu 18. a 19. století vysvětlovány pravidelně přicházejícími kataklyzmatickými událostmi, po kterých se objevují nové druhy organismů, které jinak zůstávají neměnné.
V 18. století skotský geolog James Hutton oprášil starověkou teorii o dlouho trvajícím záznamu minulosti v horninách, když opět sledoval sedimentární jevy v současné přírodě. Byl to ostatně právě Hutton, který do geologie zavedl princip uniformity dějů, to znamená, že ty přírodní děje a procesy, které sledujeme dnes, musely stejným způsobem probíhat i v dávné minulosti. V knize Principy geologie z roku 1830 sir Charles Lyell dále rozváděl myšlenky o dlouhodobém usazování hornin a kromě toho již si všímá zkamenělin v nich obsažených, o kterých tvrdí, že se jedná o pozůstatky dávných živočichů. S Huttonovou a Lyellovou prací byl seznámen též Charles Darwin, který dlouhou minulostí Země vysvětloval biologický vývoj organismů a oponoval tak tehdy převažující kreacionistické filozofii, která pokládala všechny druhy organismů za výsledky jednotlivých aktů zázračného stvoření.
Roku 1880 odhadl stáří Země Angličan Alfred Russel Wallace na 400 milionů let. Naproti tomu ve druhé polovině 19. století lord Kelvin podle tehdejších výpočtů chladnutí Země spočítal, že planeta nemůže být starší než 40 milionů let.
Přesnější představu o skutečném stáří pak umožnil objev radioaktivity na přelomu 19. a 20. století, kdy již první výpočty založené na stanovení množství rádia v zemském plášti směřovaly k miliardám let. V 50. letech 20. století pak bylo stáří Země stanoveno na 4 550 milionů let (Ma).
Radiometrické metody se používají nejen pro datování hornin, ale i fosilií. Například u populárního masožravého dinosaura druhu Tyrannosaurus rex bylo ještě kolem roku 1915 (kdy dosud nebyly k dispozici přesné výsledky radiometrických měření) udáváno stáří asi 3 miliony let, ve skutečnosti je to ale 68 až 66 milionů let.

## Geologické časové jednotky

Podíl jednotlivých geologických ér při představě, že zkrátíme celou minulost planety Země na velikost hodinového ciferníku

Celá geologická minulost Země byla rozčleněna dle geologického a paleontologického vývoje na Zemi do hierarchicky uspořádaných časových úseků podle událostí, které se v daném období či na jejich rozhraní staly. Vznikla tak tzv. stratigrafická tabulka, která rozděluje minulost Země na jednotlivá období, kdy na vrchu tabulky jsou období nejmladší a pod nimi postupně řazena období starší.
První takové rozdělení vypracoval kolem roku 1760 benátský důlní inženýr Giovanni Arduino na příkladu dlouhého přirozeného řezu usazenými horninami v Alpách. Rozlišil zde čtyři základní období, jež nazval řády – tedy primární, sekundární, terciérní a kvartérní. Rozlišil je podle chemického složení hornin a podle typických zkamenělin, které v nich byly obsaženy. Toto rozdělení bylo postupně upravováno a rozvíjeno v průběhu 19. století, kdy k základním érám přibyly též periody, jež se dále daly rozlišit na svrchní, střední či spodní. Období se rozlišovala podle typických zkamenělin, jež jsou označovány jako vůdčí – tedy typické pro určitá období. Na přelomech základních ér, tedy prvohor, druhohor a třetihor se předpokládala určitá kataklyzmatická událost, která vedla k významnému převratu v biologickém vývoji organismů. Tyto zvraty se odrážely právě v dochovaných zkamenělinách a pozdější výzkumy tento předpoklad potvrzovaly. S vymezením posledních dvou „řádů“ – třetihor a čtvrtohor, byl vždy problém. V dnešní stratigrafické tabulce již třetihory nenajdeme a čtvrtohory (kvartér) je označení jemnější časové jednotky, ne velké éry. Obě tato období byla sloučena do jediné éry – kenozoika.
Současné dělení největších časových jednotek navrhl roku 1841 John Phillips, jenž poprvé užil názvů paleozoikum, mezozoikum a kenozoikum. Názvy se vztahují k pohledu na fosilie z této doby, tedy jedná se o období starého, středního a nedávného života. Tyto tři éry byly spojeny do jednoho eonu zvaného fanerozoikum – tedy období hojného života.
O období před prvohorami se dlouho soudilo, že to byla doba bez života. Až později byly nalezeny zkameněliny, jež dokazují existenci života dávno před prvohorami. Pozdějším výzkumem bylo dokonce zjištěno, že celé období od prvohor až do současnosti představuje pouze kratší část dějin života na Zemi. Život vznikl již před více než 3,5 miliardami let.
Pokud tu mluvíme o stratigrafické tabulce, jak byla sestavena v průběhu 19. století, musíme si uvědomit, jakým způsobem byla sestavena. Bylo to na základě jednoduchého principu spočívajícího v tom, že mladší vrstvy usazených hornin logicky vždy leží nad staršími. Geologové sledovali, třídili a porovnávali zkameněliny v jednotlivých vrstvách v dochovaných profilech po celém světě a postupně se tak dopátrali k určité posloupnosti, v jaké byly tyto vrstvy uloženy. Prolínáním jednotlivých druhů zkamenělin do různých lokalit po celé Zemi byla zajištěna globální platnost této stratigrafické tabulky. Do objevení metody určování stáří hornin pomocí radioaktivity v roce 1906 nebylo vůbec známo stáří ani trvání jednotlivých období.
Podíváme-li se na stratigrafickou tabulku, vidíme kromě základních ér též jemnější dělení na periody, epochy a věky (odpovídající geologickým útvarům, oddělením a stupňům). Srovnáním délky jednotlivých období zjistíme, že směrem do minulosti se tato období prodlužují, zejména v období prekambria. Je to způsobeno tím, že i horniny jsou s časem ničeny některými geologickými procesy. Zanikají v subdukčních zónách, kde jsou části zemské kůry vtahovány do hloubky zemského pláště a roztaveny. Při srážkách kontinentů jsou vystavovány obrovským tlakům a teplotám a jsou metamorfovány – přeměněny v horniny jiné. Směrem do minulosti tedy ubývá geologických i paleontologických záznamů, což komplikuje přesnější popis starších období a neumožňuje jemnější stratigrafické rozdělení. Proto jsou hranice ér v předprvohorním období vytyčeny uměle, aniž by se k té době vztahovala určitá hraniční událost.

## Stratigrafická tabulka
Celosvětovou platnost stratigrafické tabulky zajišťuje Mezinárodní stratigrafická komise, aktuální verze je z prosince 2024. Její poslední český překlad vyhotovila a schválila Česká stratigrafická komise v roce 2023. Z něj také vychází jména jednotek v tabulce níže psaná tučně. Kurzívou jsou uvedeny případné další užívané názvy. Jména stratigrafických jednotek se píší (na rozdíl od angličtiny) s malým počátečním písmenem. Podbarvení odpovídá barvám předepsaným pro geologickou mapu světa. Absolutní stáří hranic jednotek (počátek období) bez ratifikovaného GSSP nebo bez přesného absolutního datování jsou zde rovněž psány kurzívou (a také délka trvání jednotek s takovým stářím hranice). (V mezinárodní tabulce jsou tyto hodnoty uvozeny symbolem ~).
| legenda | příklad                                        |
| --- | ---------------------------------------------- |
| formální jméno jednotky „překlad jména jednotky“ další užívaný název † = hromadné vymírání † = velké hromadné vymírání | hadaikum „Hádské období“ priscoan †EO-OG †K-PG |

|                                                   | eon / eonotém                         | éra / eratém                      | perioda / útvar                   | epocha / oddělení                 | epocha / oddělení                 | věk / stupeň                      | počátek v Ma b2k | odchylka počátku v ±Ma | délka trvání v Ma | hlavní události |
| ------------------------------------------------- | ------------------------------------- | --------------------------------- | --------------------------------- | --------------------------------- | --------------------------------- | --------------------------------- | --- | --- | ----------------- | --- |
|                                                   | fanerozoikum „období zjevného života“ | kenozoikum                        | kvartér čtvrtohory                | holocén                           | holocén                           | meghalayan                        | 0,00425 | | 0,004275          | Konec poslední doby ledové a vzestup moderních civilizací, na konci se člověk stává významným geologickým činitelem |
| northgrip                                         | fanerozoikum „období zjevného života“ | kenozoikum                        | kvartér čtvrtohory                | holocén                           | holocén                           | 0,008326                          | | 0,004076 |                   | Konec poslední doby ledové a vzestup moderních civilizací, na konci se člověk stává významným geologickým činitelem |
| greenland                                         | fanerozoikum „období zjevného života“ | kenozoikum                        | kvartér čtvrtohory                | holocén                           | holocén                           | 0,0117                            | | 0,003374 |                   | Konec poslední doby ledové a vzestup moderních civilizací, na konci se člověk stává významným geologickým činitelem |
| pleistocén                                        | pleistocén                            | kenozoikum                        | kvartér čtvrtohory                | svrchní                           | 0,129                             |                                   | 0,1173 | Střídání ledových dob; rozvoj rodu Homo; †PS (vymírá většina druhů tzv. megafauny) |                   | |
| pleistocén                                        | pleistocén                            | kenozoikum                        | kvartér čtvrtohory                | chiban                            | 0,774                             |                                   | 0,645 | Střídání ledových dob; rozvoj rodu Homo; †PS (vymírá většina druhů tzv. megafauny) |                   | |
| pleistocén                                        | pleistocén                            | kenozoikum                        | kvartér čtvrtohory                | kalábr                            | 1,8                               |                                   | 1,026 | Střídání ledových dob; rozvoj rodu Homo; †PS (vymírá většina druhů tzv. megafauny) |                   | |
| pleistocén                                        | pleistocén                            | kenozoikum                        | kvartér čtvrtohory                | gelas                             | 2,58                              |                                   | 0,78 | Střídání ledových dob; rozvoj rodu Homo; †PS (vymírá většina druhů tzv. megafauny) |                   | |
| neogén                                            | pliocén                               | pliocén                           | piacenz                           | 3,6                               |                                   | 1,02                              | Obnoveno spojení Středozemního moře s Atlantikem; Australopithecus; výrazné ochlazování a vysušování globálního klimatu, rozšiřování otevřené bezlesé krajiny                                                                                    | |                   | |
| neogén                                            | pliocén                               | pliocén                           | zancl                             | 5,333                             |                                   | 1,733                             | Obnoveno spojení Středozemního moře s Atlantikem; Australopithecus; výrazné ochlazování a vysušování globálního klimatu, rozšiřování otevřené bezlesé krajiny                                                                                    | |                   | |
| neogén                                            | miocén                                | miocén                            | messin                            | 7,246                             |                                   | 1,913                             | Alpinské vrásnění – složitý vývoj v prostoru Paratethydy, koncem období ústup moře; uzavření spojení Středozemního moře s Atlantikem; moderní šelmy (např. medvědi a hyeny), machairodi; radiace chobotnatců; první hominidé                     | |                   | |
| neogén                                            | miocén                                | miocén                            | torton                            | 11,63                             |                                   | 4,384                             | Alpinské vrásnění – složitý vývoj v prostoru Paratethydy, koncem období ústup moře; uzavření spojení Středozemního moře s Atlantikem; moderní šelmy (např. medvědi a hyeny), machairodi; radiace chobotnatců; první hominidé                     | |                   | |
| neogén                                            | miocén                                | miocén                            | serravall                         | 13,82                             |                                   | 2,19                              | Alpinské vrásnění – složitý vývoj v prostoru Paratethydy, koncem období ústup moře; uzavření spojení Středozemního moře s Atlantikem; moderní šelmy (např. medvědi a hyeny), machairodi; radiace chobotnatců; první hominidé                     | |                   | |
| neogén                                            | miocén                                | miocén                            | langh                             | 15,98                             |                                   | 2,16                              | Alpinské vrásnění – složitý vývoj v prostoru Paratethydy, koncem období ústup moře; uzavření spojení Středozemního moře s Atlantikem; moderní šelmy (např. medvědi a hyeny), machairodi; radiace chobotnatců; první hominidé                     | |                   | |
| neogén                                            | miocén                                | miocén                            | burdigal                          | 20,44                             |                                   | 4,46                              | Alpinské vrásnění – složitý vývoj v prostoru Paratethydy, koncem období ústup moře; uzavření spojení Středozemního moře s Atlantikem; moderní šelmy (např. medvědi a hyeny), machairodi; radiace chobotnatců; první hominidé                     | |                   | |
| neogén                                            | miocén                                | miocén                            | akvitán                           | 23,03                             |                                   | 2,59                              | Alpinské vrásnění – složitý vývoj v prostoru Paratethydy, koncem období ústup moře; uzavření spojení Středozemního moře s Atlantikem; moderní šelmy (např. medvědi a hyeny), machairodi; radiace chobotnatců; první hominidé                     | |                   | |
| paleogén                                          | oligocén                              | oligocén                          | chatt                             | 27,82                             |                                   | 4,79                              | Počáteční výrazné ochlazení klimatu, pokles hladiny oceánů, vznikají pevninské mosty umožňující rozsáhlou migraci druhů; rozvoj velkých savců, např. nosorožcovitých                                                                             | |                   | |
| paleogén                                          | oligocén                              | oligocén                          | rupel                             | 33,9                              |                                   | 6,08                              | Počáteční výrazné ochlazení klimatu, pokles hladiny oceánů, vznikají pevninské mosty umožňující rozsáhlou migraci druhů; rozvoj velkých savců, např. nosorožcovitých                                                                             | |                   | |
| paleogén                                          | eocén                                 | eocén                             | priabon                           | 37,71                             |                                   | 3,81                              | Na počátku zalednění Antarktidy; otevření cesty chladným vodám ze Severního ledového oceánu do jižnějších částí Atlantiku a z toho vyplývající zásadní změna režimu mořských proudů; kolize Indické desky s Asijskou; velký rozvoj savců. †EO-OG | |                   | |
| paleogén                                          | eocén                                 | eocén                             | barton                            | 41,2                              |                                   | 3,49                              | Na počátku zalednění Antarktidy; otevření cesty chladným vodám ze Severního ledového oceánu do jižnějších částí Atlantiku a z toho vyplývající zásadní změna režimu mořských proudů; kolize Indické desky s Asijskou; velký rozvoj savců. †EO-OG | |                   | |
| paleogén                                          | eocén                                 | eocén                             | lutet                             | 47,8                              |                                   | 6,6                               | Na počátku zalednění Antarktidy; otevření cesty chladným vodám ze Severního ledového oceánu do jižnějších částí Atlantiku a z toho vyplývající zásadní změna režimu mořských proudů; kolize Indické desky s Asijskou; velký rozvoj savců. †EO-OG | |                   | |
| paleogén                                          | eocén                                 | eocén                             | ypres                             | 56                                |                                   | 8,2                               | Na počátku zalednění Antarktidy; otevření cesty chladným vodám ze Severního ledového oceánu do jižnějších částí Atlantiku a z toho vyplývající zásadní změna režimu mořských proudů; kolize Indické desky s Asijskou; velký rozvoj savců. †EO-OG | |                   | |
| paleogén                                          | paleocén                              | paleocén                          | thanet                            | 59,2                              |                                   | 3,2                               | †K-PG Vymírání na konci křídy vytvořilo místo pro nové formy (zejména savci a ptáci); koncem prudké oteplení (PETM) | |                   | |
| paleogén                                          | paleocén                              | paleocén                          | seland                            | 61,6                              |                                   | 2,4                               | †K-PG Vymírání na konci křídy vytvořilo místo pro nové formy (zejména savci a ptáci); koncem prudké oteplení (PETM) | |                   | |
| paleogén                                          | paleocén                              | paleocén                          | dan                               | 66                                |                                   | 4,4                               | †K-PG Vymírání na konci křídy vytvořilo místo pro nové formy (zejména savci a ptáci); koncem prudké oteplení (PETM) | |                   | |
| mezozoikum druhohory                              | křída                                 | svrchní                           | svrchní                           | maastricht                        | 72,1                              | 0,2                               | 6,1 | Na počátku hladina oceánu stoupla o 200–300 m, podíl pevniny klesá k 18%, vznikají mocné mořské sedimenty; pokračuje rozpad Gondwany a rychlý pohyb Indie k Asii; velký rozvoj ptáků a krytosemenných rostlin; hojnost ceratopsidů; obří teropodi; první primáti; †K-PG (velcí plazi, amoniti, belemniti, …) |                   | |
| mezozoikum druhohory                              | křída                                 | svrchní                           | svrchní                           | kampán                            | 83,6                              | 0,2                               | 11,5 | Na počátku hladina oceánu stoupla o 200–300 m, podíl pevniny klesá k 18%, vznikají mocné mořské sedimenty; pokračuje rozpad Gondwany a rychlý pohyb Indie k Asii; velký rozvoj ptáků a krytosemenných rostlin; hojnost ceratopsidů; obří teropodi; první primáti; †K-PG (velcí plazi, amoniti, belemniti, …) |                   | |
| mezozoikum druhohory                              | křída                                 | svrchní                           | svrchní                           | santon                            | 85,7                              | 0,2                               | 2,1 | Na počátku hladina oceánu stoupla o 200–300 m, podíl pevniny klesá k 18%, vznikají mocné mořské sedimenty; pokračuje rozpad Gondwany a rychlý pohyb Indie k Asii; velký rozvoj ptáků a krytosemenných rostlin; hojnost ceratopsidů; obří teropodi; první primáti; †K-PG (velcí plazi, amoniti, belemniti, …) |                   | |
| mezozoikum druhohory                              | křída                                 | svrchní                           | svrchní                           | coniak                            | 89,8                              | 0,3                               | 4,1 | Na počátku hladina oceánu stoupla o 200–300 m, podíl pevniny klesá k 18%, vznikají mocné mořské sedimenty; pokračuje rozpad Gondwany a rychlý pohyb Indie k Asii; velký rozvoj ptáků a krytosemenných rostlin; hojnost ceratopsidů; obří teropodi; první primáti; †K-PG (velcí plazi, amoniti, belemniti, …) |                   | |
| mezozoikum druhohory                              | křída                                 | svrchní                           | svrchní                           | turon                             | 93,9                              | 0,2                               | 4,1 | Na počátku hladina oceánu stoupla o 200–300 m, podíl pevniny klesá k 18%, vznikají mocné mořské sedimenty; pokračuje rozpad Gondwany a rychlý pohyb Indie k Asii; velký rozvoj ptáků a krytosemenných rostlin; hojnost ceratopsidů; obří teropodi; první primáti; †K-PG (velcí plazi, amoniti, belemniti, …) |                   | |
| mezozoikum druhohory                              | křída                                 | svrchní                           | svrchní                           | cenoman                           | 100,5                             | 0,1                               | 6,6 | Na počátku hladina oceánu stoupla o 200–300 m, podíl pevniny klesá k 18%, vznikají mocné mořské sedimenty; pokračuje rozpad Gondwany a rychlý pohyb Indie k Asii; velký rozvoj ptáků a krytosemenných rostlin; hojnost ceratopsidů; obří teropodi; první primáti; †K-PG (velcí plazi, amoniti, belemniti, …) |                   | |
| mezozoikum druhohory                              | křída                                 | spodní                            | spodní                            | alb                               | 113,2                             | 0,3                               | 12,7 | Počátek rozpadu Gondwany, Indie se odděluje od Afriky; počátek alpinského vrásnění; vznik a radiace krytosemenných rostlin. Ústup velkých sauropodů menším dinosaurům; hojnost ceratopsidů a hadrosaurů; první hadi |                   | |
| mezozoikum druhohory                              | křída                                 | spodní                            | spodní                            | apt                               | 121,4                             | 0,6                               | 8,2 | Počátek rozpadu Gondwany, Indie se odděluje od Afriky; počátek alpinského vrásnění; vznik a radiace krytosemenných rostlin. Ústup velkých sauropodů menším dinosaurům; hojnost ceratopsidů a hadrosaurů; první hadi |                   | |
| mezozoikum druhohory                              | křída                                 | spodní                            | spodní                            | barrem                            | 125,77                            |                                   | 4,37 | Počátek rozpadu Gondwany, Indie se odděluje od Afriky; počátek alpinského vrásnění; vznik a radiace krytosemenných rostlin. Ústup velkých sauropodů menším dinosaurům; hojnost ceratopsidů a hadrosaurů; první hadi |                   | |
| mezozoikum druhohory                              | křída                                 | spodní                            | spodní                            | hauteriv                          | 132,6                             | 0,6                               | 6,83 | Počátek rozpadu Gondwany, Indie se odděluje od Afriky; počátek alpinského vrásnění; vznik a radiace krytosemenných rostlin. Ústup velkých sauropodů menším dinosaurům; hojnost ceratopsidů a hadrosaurů; první hadi |                   | |
| mezozoikum druhohory                              | křída                                 | spodní                            | spodní                            | valangin                          | 137,05                            | 0,2                               | 4,48 | Počátek rozpadu Gondwany, Indie se odděluje od Afriky; počátek alpinského vrásnění; vznik a radiace krytosemenných rostlin. Ústup velkých sauropodů menším dinosaurům; hojnost ceratopsidů a hadrosaurů; první hadi |                   | |
| mezozoikum druhohory                              | křída                                 | spodní                            | spodní                            | berrias                           | 145                               | 0,6                               | 7,95 | Počátek rozpadu Gondwany, Indie se odděluje od Afriky; počátek alpinského vrásnění; vznik a radiace krytosemenných rostlin. Ústup velkých sauropodů menším dinosaurům; hojnost ceratopsidů a hadrosaurů; první hadi |                   | |
| mezozoikum druhohory                              | jura                                  | svrchní malm                      | svrchní malm                      | tithon                            | 149,2                             | 0,7                               | 4,2 | Rozpad Pangey na Laurasii a Gondwanu; teplé a vlhké klima, rozšiřují se lesy i v polárních oblastech, uvnitř kontinentů ale dochází k vysušování; dinosauři ovládají souše, další typy plazů pak ovládají moře i vzduch; vrchol vývoje amonitů, maximální druhová diverzita dinosaurů; obří sauropodi, první ptáci |                   | |
| mezozoikum druhohory                              | jura                                  | svrchní malm                      | svrchní malm                      | kimmeridge                        | 154,8                             | 0,8                               | 5,6 | Rozpad Pangey na Laurasii a Gondwanu; teplé a vlhké klima, rozšiřují se lesy i v polárních oblastech, uvnitř kontinentů ale dochází k vysušování; dinosauři ovládají souše, další typy plazů pak ovládají moře i vzduch; vrchol vývoje amonitů, maximální druhová diverzita dinosaurů; obří sauropodi, první ptáci |                   | |
| mezozoikum druhohory                              | jura                                  | svrchní malm                      | svrchní malm                      | oxford                            | 161,5                             | 1,0                               | 6,7 | Rozpad Pangey na Laurasii a Gondwanu; teplé a vlhké klima, rozšiřují se lesy i v polárních oblastech, uvnitř kontinentů ale dochází k vysušování; dinosauři ovládají souše, další typy plazů pak ovládají moře i vzduch; vrchol vývoje amonitů, maximální druhová diverzita dinosaurů; obří sauropodi, první ptáci |                   | |
| mezozoikum druhohory                              | jura                                  | střední dogger                    | střední dogger                    | callovian                         | 165,3                             | 1,1                               | 3,8 | Rozpad Pangey na Laurasii a Gondwanu; teplé a vlhké klima, rozšiřují se lesy i v polárních oblastech, uvnitř kontinentů ale dochází k vysušování; dinosauři ovládají souše, další typy plazů pak ovládají moře i vzduch; vrchol vývoje amonitů, maximální druhová diverzita dinosaurů; obří sauropodi, první ptáci |                   | |
| mezozoikum druhohory                              | jura                                  | střední dogger                    | střední dogger                    | bathon                            | 168,2                             | 1,2                               | 2,9 | Rozpad Pangey na Laurasii a Gondwanu; teplé a vlhké klima, rozšiřují se lesy i v polárních oblastech, uvnitř kontinentů ale dochází k vysušování; dinosauři ovládají souše, další typy plazů pak ovládají moře i vzduch; vrchol vývoje amonitů, maximální druhová diverzita dinosaurů; obří sauropodi, první ptáci |                   | |
| mezozoikum druhohory                              | jura                                  | střední dogger                    | střední dogger                    | bajok                             | 170,9                             | 0,8                               | 2,7 | Rozpad Pangey na Laurasii a Gondwanu; teplé a vlhké klima, rozšiřují se lesy i v polárních oblastech, uvnitř kontinentů ale dochází k vysušování; dinosauři ovládají souše, další typy plazů pak ovládají moře i vzduch; vrchol vývoje amonitů, maximální druhová diverzita dinosaurů; obří sauropodi, první ptáci |                   | |
| mezozoikum druhohory                              | jura                                  | střední dogger                    | střední dogger                    | aalen                             | 174,7                             | 0,8                               | 3,8 | Rozpad Pangey na Laurasii a Gondwanu; teplé a vlhké klima, rozšiřují se lesy i v polárních oblastech, uvnitř kontinentů ale dochází k vysušování; dinosauři ovládají souše, další typy plazů pak ovládají moře i vzduch; vrchol vývoje amonitů, maximální druhová diverzita dinosaurů; obří sauropodi, první ptáci |                   | |
| mezozoikum druhohory                              | jura                                  | spodní lias                       | spodní lias                       | toark                             | 184,2                             | 0,3                               | 9,5 | Rozpad Pangey na Laurasii a Gondwanu; teplé a vlhké klima, rozšiřují se lesy i v polárních oblastech, uvnitř kontinentů ale dochází k vysušování; dinosauři ovládají souše, další typy plazů pak ovládají moře i vzduch; vrchol vývoje amonitů, maximální druhová diverzita dinosaurů; obří sauropodi, první ptáci |                   | |
| mezozoikum druhohory                              | jura                                  | spodní lias                       | spodní lias                       | pliensbach                        | 192,9                             | 0,3                               | 8,7 | Rozpad Pangey na Laurasii a Gondwanu; teplé a vlhké klima, rozšiřují se lesy i v polárních oblastech, uvnitř kontinentů ale dochází k vysušování; dinosauři ovládají souše, další typy plazů pak ovládají moře i vzduch; vrchol vývoje amonitů, maximální druhová diverzita dinosaurů; obří sauropodi, první ptáci |                   | |
| mezozoikum druhohory                              | jura                                  | spodní lias                       | spodní lias                       | sinemur                           | 199,5                             | 0,3                               | 6,6 | Rozpad Pangey na Laurasii a Gondwanu; teplé a vlhké klima, rozšiřují se lesy i v polárních oblastech, uvnitř kontinentů ale dochází k vysušování; dinosauři ovládají souše, další typy plazů pak ovládají moře i vzduch; vrchol vývoje amonitů, maximální druhová diverzita dinosaurů; obří sauropodi, první ptáci |                   | |
| mezozoikum druhohory                              | jura                                  | spodní lias                       | spodní lias                       | hettang                           | 201,4                             | 0,2                               | 1,9 | Rozpad Pangey na Laurasii a Gondwanu; teplé a vlhké klima, rozšiřují se lesy i v polárních oblastech, uvnitř kontinentů ale dochází k vysušování; dinosauři ovládají souše, další typy plazů pak ovládají moře i vzduch; vrchol vývoje amonitů, maximální druhová diverzita dinosaurů; obří sauropodi, první ptáci |                   | |
| mezozoikum druhohory                              | trias                                 | svrchní                           | svrchní                           | rhét                              | 205,7                             |                                   | 4,3 | Náznaky budoucího rozpadu Pangey; teplé a velmi suché klima; postupné rozšiřování diverzity plazů a savcovitých plazů, první savci; rozvoj ichtyosaurů, plesiosaurů a dinosaurů; karnské vymírání a †TR-J (mj. savcovití plazi a řada rodů nedinosauřích archosaurů) |                   | |
| mezozoikum druhohory                              | trias                                 | svrchní                           | svrchní                           | norik                             | 227,3                             |                                   | 21,6 | Náznaky budoucího rozpadu Pangey; teplé a velmi suché klima; postupné rozšiřování diverzity plazů a savcovitých plazů, první savci; rozvoj ichtyosaurů, plesiosaurů a dinosaurů; karnské vymírání a †TR-J (mj. savcovití plazi a řada rodů nedinosauřích archosaurů) |                   | |
| mezozoikum druhohory                              | trias                                 | svrchní                           | svrchní                           | karn                              | 237                               |                                   | 9,7 | Náznaky budoucího rozpadu Pangey; teplé a velmi suché klima; postupné rozšiřování diverzity plazů a savcovitých plazů, první savci; rozvoj ichtyosaurů, plesiosaurů a dinosaurů; karnské vymírání a †TR-J (mj. savcovití plazi a řada rodů nedinosauřích archosaurů) |                   | |
| mezozoikum druhohory                              | trias                                 | střední                           | střední                           | ladin                             | 241,464                           | 0,28                              | 4,5 | Náznaky budoucího rozpadu Pangey; teplé a velmi suché klima; postupné rozšiřování diverzity plazů a savcovitých plazů, první savci; rozvoj ichtyosaurů, plesiosaurů a dinosaurů; karnské vymírání a †TR-J (mj. savcovití plazi a řada rodů nedinosauřích archosaurů) |                   | |
| mezozoikum druhohory                              | trias                                 | střední                           | střední                           | anis                              | 246,7                             |                                   | 5,236 | Náznaky budoucího rozpadu Pangey; teplé a velmi suché klima; postupné rozšiřování diverzity plazů a savcovitých plazů, první savci; rozvoj ichtyosaurů, plesiosaurů a dinosaurů; karnské vymírání a †TR-J (mj. savcovití plazi a řada rodů nedinosauřích archosaurů) |                   | |
| mezozoikum druhohory                              | trias                                 | spodní                            | spodní                            | olenek                            | 249,9                             |                                   | 3,2 | Náznaky budoucího rozpadu Pangey; teplé a velmi suché klima; postupné rozšiřování diverzity plazů a savcovitých plazů, první savci; rozvoj ichtyosaurů, plesiosaurů a dinosaurů; karnské vymírání a †TR-J (mj. savcovití plazi a řada rodů nedinosauřích archosaurů) |                   | |
| mezozoikum druhohory                              | trias                                 | spodní                            | spodní                            | ind                               | 251,902                           | 0,024                             | 2,002 | Náznaky budoucího rozpadu Pangey; teplé a velmi suché klima; postupné rozšiřování diverzity plazů a savcovitých plazů, první savci; rozvoj ichtyosaurů, plesiosaurů a dinosaurů; karnské vymírání a †TR-J (mj. savcovití plazi a řada rodů nedinosauřích archosaurů) |                   | |
| paleozoikum prvohory                              | perm                                  | loping                            | loping                            | changhsing                        | 254,14                            | 0,07                              | 2,238 | Velká pohoří a vznik Pangey značně ovlivňuje klima na souši, dochází k výraznému rozrůznění podnebných pásem od chladných až po tropické, vysušování klimatu vede ke vzniku solných ložisek a rozvoji plazů vč. savcovitých (zejm. therapsidi); velké poklesy mořské hladiny způsobují redukci šelfových moří; ustává tvorba uhelných ložisek; †P-TR |                   | |
| paleozoikum prvohory                              | perm                                  | loping                            | loping                            | wuchiaping                        | 259,51                            | 0,21                              | 5,37 | Velká pohoří a vznik Pangey značně ovlivňuje klima na souši, dochází k výraznému rozrůznění podnebných pásem od chladných až po tropické, vysušování klimatu vede ke vzniku solných ložisek a rozvoji plazů vč. savcovitých (zejm. therapsidi); velké poklesy mořské hladiny způsobují redukci šelfových moří; ustává tvorba uhelných ložisek; †P-TR |                   | |
| paleozoikum prvohory                              | perm                                  | guadalup                          | guadalup                          | capitan                           | 264,28                            | 0,16                              | 4,77 | Velká pohoří a vznik Pangey značně ovlivňuje klima na souši, dochází k výraznému rozrůznění podnebných pásem od chladných až po tropické, vysušování klimatu vede ke vzniku solných ložisek a rozvoji plazů vč. savcovitých (zejm. therapsidi); velké poklesy mořské hladiny způsobují redukci šelfových moří; ustává tvorba uhelných ložisek; †P-TR |                   | |
| paleozoikum prvohory                              | perm                                  | guadalup                          | guadalup                          | word                              | 266,9                             | 0,4                               | 2,62 | Velká pohoří a vznik Pangey značně ovlivňuje klima na souši, dochází k výraznému rozrůznění podnebných pásem od chladných až po tropické, vysušování klimatu vede ke vzniku solných ložisek a rozvoji plazů vč. savcovitých (zejm. therapsidi); velké poklesy mořské hladiny způsobují redukci šelfových moří; ustává tvorba uhelných ložisek; †P-TR |                   | |
| paleozoikum prvohory                              | perm                                  | guadalup                          | guadalup                          | road                              | 273,01                            | 0,14                              | 6,11 | Velká pohoří a vznik Pangey značně ovlivňuje klima na souši, dochází k výraznému rozrůznění podnebných pásem od chladných až po tropické, vysušování klimatu vede ke vzniku solných ložisek a rozvoji plazů vč. savcovitých (zejm. therapsidi); velké poklesy mořské hladiny způsobují redukci šelfových moří; ustává tvorba uhelných ložisek; †P-TR |                   | |
| paleozoikum prvohory                              | perm                                  | cisural                           | cisural                           | kungur                            | 283,5                             | 0,6                               | 10,49 | Velká pohoří a vznik Pangey značně ovlivňuje klima na souši, dochází k výraznému rozrůznění podnebných pásem od chladných až po tropické, vysušování klimatu vede ke vzniku solných ložisek a rozvoji plazů vč. savcovitých (zejm. therapsidi); velké poklesy mořské hladiny způsobují redukci šelfových moří; ustává tvorba uhelných ložisek; †P-TR |                   | |
| paleozoikum prvohory                              | perm                                  | cisural                           | cisural                           | artinsk                           | 290,1                             | 0,26                              | 6,6 | Velká pohoří a vznik Pangey značně ovlivňuje klima na souši, dochází k výraznému rozrůznění podnebných pásem od chladných až po tropické, vysušování klimatu vede ke vzniku solných ložisek a rozvoji plazů vč. savcovitých (zejm. therapsidi); velké poklesy mořské hladiny způsobují redukci šelfových moří; ustává tvorba uhelných ložisek; †P-TR |                   | |
| paleozoikum prvohory                              | perm                                  | cisural                           | cisural                           | sakmar                            | 293,52                            | 0,17                              | 3,42 | Velká pohoří a vznik Pangey značně ovlivňuje klima na souši, dochází k výraznému rozrůznění podnebných pásem od chladných až po tropické, vysušování klimatu vede ke vzniku solných ložisek a rozvoji plazů vč. savcovitých (zejm. therapsidi); velké poklesy mořské hladiny způsobují redukci šelfových moří; ustává tvorba uhelných ložisek; †P-TR |                   | |
| paleozoikum prvohory                              | perm                                  | cisural                           | cisural                           | assel                             | 298,9                             | 0,15                              | 5,38 | Velká pohoří a vznik Pangey značně ovlivňuje klima na souši, dochází k výraznému rozrůznění podnebných pásem od chladných až po tropické, vysušování klimatu vede ke vzniku solných ložisek a rozvoji plazů vč. savcovitých (zejm. therapsidi); velké poklesy mořské hladiny způsobují redukci šelfových moří; ustává tvorba uhelných ložisek; †P-TR |                   | |
| paleozoikum prvohory                              | karbon                                | podútvarː pennsylvan              | svrchní                           | gžel                              | 303,7                             | 0,1                               | 4,8 | Gondwana koliduje s Laurussií, což vede ke vzniku mohutných variských pohoří a postupnému ochlazování provázenému též vysušováním klimatu a na konci k rozsáhlému zalednění Gondwany v okolí jižního pólu; vznik slojí černého uhlí; pokračuje invaze života do sladkých vod a na souš; velký rozvoj hmyzu (obří druhy, např. pravážky); radiace obojživelníků, první plazi vč. savcovitých; převaha rostlin výtrusných (lesy stromových plavuní) a nahosemenných, první jehličnany |                   | |
| paleozoikum prvohory                              | karbon                                | podútvarː pennsylvan              | svrchní                           | kasimov                           | 307                               | 0,1                               | 3,3 | Gondwana koliduje s Laurussií, což vede ke vzniku mohutných variských pohoří a postupnému ochlazování provázenému též vysušováním klimatu a na konci k rozsáhlému zalednění Gondwany v okolí jižního pólu; vznik slojí černého uhlí; pokračuje invaze života do sladkých vod a na souš; velký rozvoj hmyzu (obří druhy, např. pravážky); radiace obojživelníků, první plazi vč. savcovitých; převaha rostlin výtrusných (lesy stromových plavuní) a nahosemenných, první jehličnany |                   | |
| paleozoikum prvohory                              | karbon                                | podútvarː pennsylvan              | střední                           | moskov                            | 315,2                             | 0,2                               | 8,2 | Gondwana koliduje s Laurussií, což vede ke vzniku mohutných variských pohoří a postupnému ochlazování provázenému též vysušováním klimatu a na konci k rozsáhlému zalednění Gondwany v okolí jižního pólu; vznik slojí černého uhlí; pokračuje invaze života do sladkých vod a na souš; velký rozvoj hmyzu (obří druhy, např. pravážky); radiace obojživelníků, první plazi vč. savcovitých; převaha rostlin výtrusných (lesy stromových plavuní) a nahosemenných, první jehličnany |                   | |
| paleozoikum prvohory                              | karbon                                | podútvarː pennsylvan              | spodní                            | baškir                            | 323,4                             | 0,4                               | 8,2 | Gondwana koliduje s Laurussií, což vede ke vzniku mohutných variských pohoří a postupnému ochlazování provázenému též vysušováním klimatu a na konci k rozsáhlému zalednění Gondwany v okolí jižního pólu; vznik slojí černého uhlí; pokračuje invaze života do sladkých vod a na souš; velký rozvoj hmyzu (obří druhy, např. pravážky); radiace obojživelníků, první plazi vč. savcovitých; převaha rostlin výtrusných (lesy stromových plavuní) a nahosemenných, první jehličnany |                   | |
| paleozoikum prvohory                              | karbon                                | podútvarː mississipp              | svrchní                           | serpuchov                         | 330,3                             | 0,4                               | 6,9 | Gondwana koliduje s Laurussií, což vede ke vzniku mohutných variských pohoří a postupnému ochlazování provázenému též vysušováním klimatu a na konci k rozsáhlému zalednění Gondwany v okolí jižního pólu; vznik slojí černého uhlí; pokračuje invaze života do sladkých vod a na souš; velký rozvoj hmyzu (obří druhy, např. pravážky); radiace obojživelníků, první plazi vč. savcovitých; převaha rostlin výtrusných (lesy stromových plavuní) a nahosemenných, první jehličnany |                   | |
| paleozoikum prvohory                              | karbon                                | podútvarː mississipp              | střední                           | visé                              | 346,7                             | 0,4                               | 15,8 | Gondwana koliduje s Laurussií, což vede ke vzniku mohutných variských pohoří a postupnému ochlazování provázenému též vysušováním klimatu a na konci k rozsáhlému zalednění Gondwany v okolí jižního pólu; vznik slojí černého uhlí; pokračuje invaze života do sladkých vod a na souš; velký rozvoj hmyzu (obří druhy, např. pravážky); radiace obojživelníků, první plazi vč. savcovitých; převaha rostlin výtrusných (lesy stromových plavuní) a nahosemenných, první jehličnany |                   | |
| paleozoikum prvohory                              | karbon                                | podútvarː mississipp              | spodní                            | tournai                           | 358,86                            | 0,19                              | 12,16 | Gondwana koliduje s Laurussií, což vede ke vzniku mohutných variských pohoří a postupnému ochlazování provázenému též vysušováním klimatu a na konci k rozsáhlému zalednění Gondwany v okolí jižního pólu; vznik slojí černého uhlí; pokračuje invaze života do sladkých vod a na souš; velký rozvoj hmyzu (obří druhy, např. pravážky); radiace obojživelníků, první plazi vč. savcovitých; převaha rostlin výtrusných (lesy stromových plavuní) a nahosemenných, první jehličnany |                   | |
| paleozoikum prvohory                              | devon                                 | svrchní                           | svrchní                           | famen                             | 372,15                            | 0,46                              | 13,29 | Gondwana postupuje na SZ; většina pevniny se nachází v teplých pásmech, ale část Gondwany je zaledněna; klimatické výkyvy, kolísání hladiny oceánu, největší pokles před 360–370 Ma; †D3 (až 70% druhů); rozvoj ramenonožců, hlavonožců a korálů, diverzita trilobitů klesá, u ryb roste; významní též bezčelistnatci, pancířnatci a paryby; první lalokoploutví a dvojdyšní, hmyz (D2) a obojživelníci (D3). Pokračuje invaze rostlin na souš (pteridofyty). |                   | |
| paleozoikum prvohory                              | devon                                 | svrchní                           | svrchní                           | frasn                             | 382,31                            | 1,36                              | 10,16 | Gondwana postupuje na SZ; většina pevniny se nachází v teplých pásmech, ale část Gondwany je zaledněna; klimatické výkyvy, kolísání hladiny oceánu, největší pokles před 360–370 Ma; †D3 (až 70% druhů); rozvoj ramenonožců, hlavonožců a korálů, diverzita trilobitů klesá, u ryb roste; významní též bezčelistnatci, pancířnatci a paryby; první lalokoploutví a dvojdyšní, hmyz (D2) a obojživelníci (D3). Pokračuje invaze rostlin na souš (pteridofyty). |                   | |
| paleozoikum prvohory                              | devon                                 | střední                           | střední                           | givet                             | 387,95                            | 1,04                              | 5,64 | Gondwana postupuje na SZ; většina pevniny se nachází v teplých pásmech, ale část Gondwany je zaledněna; klimatické výkyvy, kolísání hladiny oceánu, největší pokles před 360–370 Ma; †D3 (až 70% druhů); rozvoj ramenonožců, hlavonožců a korálů, diverzita trilobitů klesá, u ryb roste; významní též bezčelistnatci, pancířnatci a paryby; první lalokoploutví a dvojdyšní, hmyz (D2) a obojživelníci (D3). Pokračuje invaze rostlin na souš (pteridofyty). |                   | |
| paleozoikum prvohory                              | devon                                 | střední                           | střední                           | eifel                             | 393,47                            | 0,99                              | 5,52 | Gondwana postupuje na SZ; většina pevniny se nachází v teplých pásmech, ale část Gondwany je zaledněna; klimatické výkyvy, kolísání hladiny oceánu, největší pokles před 360–370 Ma; †D3 (až 70% druhů); rozvoj ramenonožců, hlavonožců a korálů, diverzita trilobitů klesá, u ryb roste; významní též bezčelistnatci, pancířnatci a paryby; první lalokoploutví a dvojdyšní, hmyz (D2) a obojživelníci (D3). Pokračuje invaze rostlin na souš (pteridofyty). |                   | |
| paleozoikum prvohory                              | devon                                 | spodní                            | spodní                            | ems                               | 410,62                            | 1,95                              | 17,15 | Gondwana postupuje na SZ; většina pevniny se nachází v teplých pásmech, ale část Gondwany je zaledněna; klimatické výkyvy, kolísání hladiny oceánu, největší pokles před 360–370 Ma; †D3 (až 70% druhů); rozvoj ramenonožců, hlavonožců a korálů, diverzita trilobitů klesá, u ryb roste; významní též bezčelistnatci, pancířnatci a paryby; první lalokoploutví a dvojdyšní, hmyz (D2) a obojživelníci (D3). Pokračuje invaze rostlin na souš (pteridofyty). |                   | |
| paleozoikum prvohory                              | devon                                 | spodní                            | spodní                            | prag                              | 413,02                            | 1,91                              | 2,4 | Gondwana postupuje na SZ; většina pevniny se nachází v teplých pásmech, ale část Gondwany je zaledněna; klimatické výkyvy, kolísání hladiny oceánu, největší pokles před 360–370 Ma; †D3 (až 70% druhů); rozvoj ramenonožců, hlavonožců a korálů, diverzita trilobitů klesá, u ryb roste; významní též bezčelistnatci, pancířnatci a paryby; první lalokoploutví a dvojdyšní, hmyz (D2) a obojživelníci (D3). Pokračuje invaze rostlin na souš (pteridofyty). |                   | |
| paleozoikum prvohory                              | devon                                 | spodní                            | spodní                            | lochkov                           | 419,62                            | 1,36                              | 6,6 | Gondwana postupuje na SZ; většina pevniny se nachází v teplých pásmech, ale část Gondwany je zaledněna; klimatické výkyvy, kolísání hladiny oceánu, největší pokles před 360–370 Ma; †D3 (až 70% druhů); rozvoj ramenonožců, hlavonožců a korálů, diverzita trilobitů klesá, u ryb roste; významní též bezčelistnatci, pancířnatci a paryby; první lalokoploutví a dvojdyšní, hmyz (D2) a obojživelníci (D3). Pokračuje invaze rostlin na souš (pteridofyty). |                   | |
| paleozoikum prvohory                              | silur                                 | přídolí                           | přídolí                           |                                   | 422,7                             | 1,6                               | 3,08 | Od počátku postupné oteplování, které vede ke stoupání hladiny moří; Gondwana se přesouvá z jižní polokoule, severovýchodním cípem postupuje na sever; Baltika se střetává s Laurentií a vzniká Laurussie; rozvoj měkkýšů, ramenonožců, ostnokožců či tabulárních korálů, naopak pokles diverzity trilobitů (stále však významní); invaze života do brakických a sladkých vod (rybovití) a na souš (cévnaté rostliny, štíři a předchůdci dalších členovců) |                   | |
| paleozoikum prvohory                              | silur                                 | ludlow                            | ludlow                            | ludford                           | 425,0                             | 1,5                               | 2,3 | Od počátku postupné oteplování, které vede ke stoupání hladiny moří; Gondwana se přesouvá z jižní polokoule, severovýchodním cípem postupuje na sever; Baltika se střetává s Laurentií a vzniká Laurussie; rozvoj měkkýšů, ramenonožců, ostnokožců či tabulárních korálů, naopak pokles diverzity trilobitů (stále však významní); invaze života do brakických a sladkých vod (rybovití) a na souš (cévnaté rostliny, štíři a předchůdci dalších členovců) |                   | |
| paleozoikum prvohory                              | silur                                 | ludlow                            | ludlow                            | gorst                             | 426,7                             | 1,5                               | 1,7 | Od počátku postupné oteplování, které vede ke stoupání hladiny moří; Gondwana se přesouvá z jižní polokoule, severovýchodním cípem postupuje na sever; Baltika se střetává s Laurentií a vzniká Laurussie; rozvoj měkkýšů, ramenonožců, ostnokožců či tabulárních korálů, naopak pokles diverzity trilobitů (stále však významní); invaze života do brakických a sladkých vod (rybovití) a na souš (cévnaté rostliny, štíři a předchůdci dalších členovců) |                   | |
| paleozoikum prvohory                              | silur                                 | wenlock                           | wenlock                           | homer                             | 430,6                             | 1,3                               | 3,9 | Od počátku postupné oteplování, které vede ke stoupání hladiny moří; Gondwana se přesouvá z jižní polokoule, severovýchodním cípem postupuje na sever; Baltika se střetává s Laurentií a vzniká Laurussie; rozvoj měkkýšů, ramenonožců, ostnokožců či tabulárních korálů, naopak pokles diverzity trilobitů (stále však významní); invaze života do brakických a sladkých vod (rybovití) a na souš (cévnaté rostliny, štíři a předchůdci dalších členovců) |                   | |
| paleozoikum prvohory                              | silur                                 | wenlock                           | wenlock                           | sheinwood                         | 432,9                             | 1,2                               | 2,3 | Od počátku postupné oteplování, které vede ke stoupání hladiny moří; Gondwana se přesouvá z jižní polokoule, severovýchodním cípem postupuje na sever; Baltika se střetává s Laurentií a vzniká Laurussie; rozvoj měkkýšů, ramenonožců, ostnokožců či tabulárních korálů, naopak pokles diverzity trilobitů (stále však významní); invaze života do brakických a sladkých vod (rybovití) a na souš (cévnaté rostliny, štíři a předchůdci dalších členovců) |                   | |
| paleozoikum prvohory                              | silur                                 | llandovery                        | llandovery                        | telych                            | 438,6                             | 1,0                               | 5,7 | Od počátku postupné oteplování, které vede ke stoupání hladiny moří; Gondwana se přesouvá z jižní polokoule, severovýchodním cípem postupuje na sever; Baltika se střetává s Laurentií a vzniká Laurussie; rozvoj měkkýšů, ramenonožců, ostnokožců či tabulárních korálů, naopak pokles diverzity trilobitů (stále však významní); invaze života do brakických a sladkých vod (rybovití) a na souš (cévnaté rostliny, štíři a předchůdci dalších členovců) |                   | |
| paleozoikum prvohory                              | silur                                 | llandovery                        | llandovery                        | aeron                             | 440,5                             | 1,0                               | 2,1 | Od počátku postupné oteplování, které vede ke stoupání hladiny moří; Gondwana se přesouvá z jižní polokoule, severovýchodním cípem postupuje na sever; Baltika se střetává s Laurentií a vzniká Laurussie; rozvoj měkkýšů, ramenonožců, ostnokožců či tabulárních korálů, naopak pokles diverzity trilobitů (stále však významní); invaze života do brakických a sladkých vod (rybovití) a na souš (cévnaté rostliny, štíři a předchůdci dalších členovců) |                   | |
| paleozoikum prvohory                              | silur                                 | llandovery                        | llandovery                        | rhuddan                           | 443,1                             | 0,9                               | 2,6 | Od počátku postupné oteplování, které vede ke stoupání hladiny moří; Gondwana se přesouvá z jižní polokoule, severovýchodním cípem postupuje na sever; Baltika se střetává s Laurentií a vzniká Laurussie; rozvoj měkkýšů, ramenonožců, ostnokožců či tabulárních korálů, naopak pokles diverzity trilobitů (stále však významní); invaze života do brakických a sladkých vod (rybovití) a na souš (cévnaté rostliny, štíři a předchůdci dalších členovců) |                   | |
| paleozoikum prvohory                              | ordovik                               | svrchní                           | svrchní                           | hirnant                           | 445,2                             | 0,9                               | 2,1 | Na počátku je většina kambrických čeledí trilobitů nahrazena novými, rozvoj měkkýšů a vzácněji rybovitými obratlovci; část Gondwany se nachází v oblasti jižního pólu, v severních teplejších pásmech menší kontinenty; chladné výkyvy klimatu. Koncem dochází k prudkému ochlazení a oceánské regresi, †O-S, první suchozem. rostliny. |                   | |
| paleozoikum prvohory                              | ordovik                               | svrchní                           | svrchní                           | katian                            | 452,8                             | 0,7                               | 7,6 | Na počátku je většina kambrických čeledí trilobitů nahrazena novými, rozvoj měkkýšů a vzácněji rybovitými obratlovci; část Gondwany se nachází v oblasti jižního pólu, v severních teplejších pásmech menší kontinenty; chladné výkyvy klimatu. Koncem dochází k prudkému ochlazení a oceánské regresi, †O-S, první suchozem. rostliny. |                   | |
| paleozoikum prvohory                              | ordovik                               | svrchní                           | svrchní                           | sandbian                          | 458,2                             | 0,7                               | 5,4 | Na počátku je většina kambrických čeledí trilobitů nahrazena novými, rozvoj měkkýšů a vzácněji rybovitými obratlovci; část Gondwany se nachází v oblasti jižního pólu, v severních teplejších pásmech menší kontinenty; chladné výkyvy klimatu. Koncem dochází k prudkému ochlazení a oceánské regresi, †O-S, první suchozem. rostliny. |                   | |
| paleozoikum prvohory                              | ordovik                               | střední                           | střední                           | darriwil                          | 469,4                             | 0,9                               | 11,2 | Na počátku je většina kambrických čeledí trilobitů nahrazena novými, rozvoj měkkýšů a vzácněji rybovitými obratlovci; část Gondwany se nachází v oblasti jižního pólu, v severních teplejších pásmech menší kontinenty; chladné výkyvy klimatu. Koncem dochází k prudkému ochlazení a oceánské regresi, †O-S, první suchozem. rostliny. |                   | |
| paleozoikum prvohory                              | ordovik                               | střední                           | střední                           | daping                            | 471,3                             | 1,4                               | 2,1 | Na počátku je většina kambrických čeledí trilobitů nahrazena novými, rozvoj měkkýšů a vzácněji rybovitými obratlovci; část Gondwany se nachází v oblasti jižního pólu, v severních teplejších pásmech menší kontinenty; chladné výkyvy klimatu. Koncem dochází k prudkému ochlazení a oceánské regresi, †O-S, první suchozem. rostliny. |                   | |
| paleozoikum prvohory                              | ordovik                               | spodní                            | spodní                            | floian                            | 477,1                             | 1,2                               | 5,8 | Na počátku je většina kambrických čeledí trilobitů nahrazena novými, rozvoj měkkýšů a vzácněji rybovitými obratlovci; část Gondwany se nachází v oblasti jižního pólu, v severních teplejších pásmech menší kontinenty; chladné výkyvy klimatu. Koncem dochází k prudkému ochlazení a oceánské regresi, †O-S, první suchozem. rostliny. |                   | |
| paleozoikum prvohory                              | ordovik                               | spodní                            | spodní                            | tremadok                          | 486,85                            | 1,5                               | 9,75 | Na počátku je většina kambrických čeledí trilobitů nahrazena novými, rozvoj měkkýšů a vzácněji rybovitými obratlovci; část Gondwany se nachází v oblasti jižního pólu, v severních teplejších pásmech menší kontinenty; chladné výkyvy klimatu. Koncem dochází k prudkému ochlazení a oceánské regresi, †O-S, první suchozem. rostliny. |                   | |
| paleozoikum prvohory                              | kambrium                              | furong                            | furong                            | stupeň 10                         | 491,0                             |                                   | 4,15 | Největší pevnina – kontinent Gondwana se rozprostíral převážně na jižní polokouli od rovníku přes mírné klimatické pásmo až k chladnému pásmu a postupně se posouval dál k jihu. Další menší kontinenty se nacházely v teplém a mírném pásu převážně též na jižní polokouli. Mezi organismy dochází k velkému rozvoji, který bývá označován jako kambrická organická exploze. Od spodního kambria se objevují zástupci měkkýšů, ramenonožců, hlavonožců nebo mnoho druhů členovců. Uprostřed kambria jsou známí trilobiti, kteří se brzy stávají jednou z nejčetnějších forem života, zachovaných ve fosiliích. |                   | |
| paleozoikum prvohory                              | kambrium                              | furong                            | furong                            | jiangshan                         | 494,2                             |                                   | 3,2 | Největší pevnina – kontinent Gondwana se rozprostíral převážně na jižní polokouli od rovníku přes mírné klimatické pásmo až k chladnému pásmu a postupně se posouval dál k jihu. Další menší kontinenty se nacházely v teplém a mírném pásu převážně též na jižní polokouli. Mezi organismy dochází k velkému rozvoji, který bývá označován jako kambrická organická exploze. Od spodního kambria se objevují zástupci měkkýšů, ramenonožců, hlavonožců nebo mnoho druhů členovců. Uprostřed kambria jsou známí trilobiti, kteří se brzy stávají jednou z nejčetnějších forem života, zachovaných ve fosiliích. |                   | |
| paleozoikum prvohory                              | kambrium                              | furong                            | furong                            | paibian                           | 497,0                             |                                   | 2,8 | Největší pevnina – kontinent Gondwana se rozprostíral převážně na jižní polokouli od rovníku přes mírné klimatické pásmo až k chladnému pásmu a postupně se posouval dál k jihu. Další menší kontinenty se nacházely v teplém a mírném pásu převážně též na jižní polokouli. Mezi organismy dochází k velkému rozvoji, který bývá označován jako kambrická organická exploze. Od spodního kambria se objevují zástupci měkkýšů, ramenonožců, hlavonožců nebo mnoho druhů členovců. Uprostřed kambria jsou známí trilobiti, kteří se brzy stávají jednou z nejčetnějších forem života, zachovaných ve fosiliích. |                   | |
| paleozoikum prvohory                              | kambrium                              | miaoling                          | miaoling                          | guzhang                           | 500,5                             |                                   | 3,5 | Největší pevnina – kontinent Gondwana se rozprostíral převážně na jižní polokouli od rovníku přes mírné klimatické pásmo až k chladnému pásmu a postupně se posouval dál k jihu. Další menší kontinenty se nacházely v teplém a mírném pásu převážně též na jižní polokouli. Mezi organismy dochází k velkému rozvoji, který bývá označován jako kambrická organická exploze. Od spodního kambria se objevují zástupci měkkýšů, ramenonožců, hlavonožců nebo mnoho druhů členovců. Uprostřed kambria jsou známí trilobiti, kteří se brzy stávají jednou z nejčetnějších forem života, zachovaných ve fosiliích. |                   | |
| paleozoikum prvohory                              | kambrium                              | miaoling                          | miaoling                          | drum                              | 504,5                             |                                   | 4 | Největší pevnina – kontinent Gondwana se rozprostíral převážně na jižní polokouli od rovníku přes mírné klimatické pásmo až k chladnému pásmu a postupně se posouval dál k jihu. Další menší kontinenty se nacházely v teplém a mírném pásu převážně též na jižní polokouli. Mezi organismy dochází k velkému rozvoji, který bývá označován jako kambrická organická exploze. Od spodního kambria se objevují zástupci měkkýšů, ramenonožců, hlavonožců nebo mnoho druhů členovců. Uprostřed kambria jsou známí trilobiti, kteří se brzy stávají jednou z nejčetnějších forem života, zachovaných ve fosiliích. |                   | |
| paleozoikum prvohory                              | kambrium                              | miaoling                          | miaoling                          | wuliuan                           | 506,5                             |                                   | 2,0 | Největší pevnina – kontinent Gondwana se rozprostíral převážně na jižní polokouli od rovníku přes mírné klimatické pásmo až k chladnému pásmu a postupně se posouval dál k jihu. Další menší kontinenty se nacházely v teplém a mírném pásu převážně též na jižní polokouli. Mezi organismy dochází k velkému rozvoji, který bývá označován jako kambrická organická exploze. Od spodního kambria se objevují zástupci měkkýšů, ramenonožců, hlavonožců nebo mnoho druhů členovců. Uprostřed kambria jsou známí trilobiti, kteří se brzy stávají jednou z nejčetnějších forem života, zachovaných ve fosiliích. |                   | |
| paleozoikum prvohory                              | kambrium                              | oddělení 2                        | oddělení 2                        | stupeň 4                          | 514,5                             |                                   | 8 | Největší pevnina – kontinent Gondwana se rozprostíral převážně na jižní polokouli od rovníku přes mírné klimatické pásmo až k chladnému pásmu a postupně se posouval dál k jihu. Další menší kontinenty se nacházely v teplém a mírném pásu převážně též na jižní polokouli. Mezi organismy dochází k velkému rozvoji, který bývá označován jako kambrická organická exploze. Od spodního kambria se objevují zástupci měkkýšů, ramenonožců, hlavonožců nebo mnoho druhů členovců. Uprostřed kambria jsou známí trilobiti, kteří se brzy stávají jednou z nejčetnějších forem života, zachovaných ve fosiliích. |                   | |
| paleozoikum prvohory                              | kambrium                              | oddělení 2                        | oddělení 2                        | stupeň 3                          | 521,0                             |                                   | 6,5 | Největší pevnina – kontinent Gondwana se rozprostíral převážně na jižní polokouli od rovníku přes mírné klimatické pásmo až k chladnému pásmu a postupně se posouval dál k jihu. Další menší kontinenty se nacházely v teplém a mírném pásu převážně též na jižní polokouli. Mezi organismy dochází k velkému rozvoji, který bývá označován jako kambrická organická exploze. Od spodního kambria se objevují zástupci měkkýšů, ramenonožců, hlavonožců nebo mnoho druhů členovců. Uprostřed kambria jsou známí trilobiti, kteří se brzy stávají jednou z nejčetnějších forem života, zachovaných ve fosiliích. |                   | |
| paleozoikum prvohory                              | kambrium                              | terreneuv                         | terreneuv                         | stupeň 2                          | 529,0                             |                                   | 8 | Největší pevnina – kontinent Gondwana se rozprostíral převážně na jižní polokouli od rovníku přes mírné klimatické pásmo až k chladnému pásmu a postupně se posouval dál k jihu. Další menší kontinenty se nacházely v teplém a mírném pásu převážně též na jižní polokouli. Mezi organismy dochází k velkému rozvoji, který bývá označován jako kambrická organická exploze. Od spodního kambria se objevují zástupci měkkýšů, ramenonožců, hlavonožců nebo mnoho druhů členovců. Uprostřed kambria jsou známí trilobiti, kteří se brzy stávají jednou z nejčetnějších forem života, zachovaných ve fosiliích. |                   | |
| paleozoikum prvohory                              | kambrium                              | terreneuv                         | terreneuv                         | fortun                            | 538,8                             | 0,6                               | 9,8 | Největší pevnina – kontinent Gondwana se rozprostíral převážně na jižní polokouli od rovníku přes mírné klimatické pásmo až k chladnému pásmu a postupně se posouval dál k jihu. Další menší kontinenty se nacházely v teplém a mírném pásu převážně též na jižní polokouli. Mezi organismy dochází k velkému rozvoji, který bývá označován jako kambrická organická exploze. Od spodního kambria se objevují zástupci měkkýšů, ramenonožců, hlavonožců nebo mnoho druhů členovců. Uprostřed kambria jsou známí trilobiti, kteří se brzy stávají jednou z nejčetnějších forem života, zachovaných ve fosiliích. |                   | |
| prekambrium kryptozoikum „období skrytého života“ | proterozoikum starohory               | neoproterozoikum                  | ediakar                           | ediakar                           | ediakar                           |                                   | 635 | | 96,2              | Pevniny se postupně spojují do obřího superkontinentu Rodinie (před 1,3 miliardy let), ve kterém byla soustředěna většina tehdejší souše. Přitom docházelo k významným vrásněním. Vznikají jádra dnešních pevninských štítů. Ještě v průběhu proterozoika se Rodinie rozpadá na menší kontinenty – před 750 miliony let. V této době dochází též k velkému ochlazení, při kterém pevniny pokrývají ledovce a podle některých teorií zamrzá i většina rozlohy moří (tzv. teorie sněhové koule). Tuto drastickou dobu ledovou ukončilo prudké oteplení a rychlé tání. Během proterozoika prochází život postupným vývojem od jednoduchých jednobuněčných organismů až k mnohobuněčným. Tento vývoj patrně urychlila i krize v době velkého zalednění, kdy primitivní organismy musely odolat extrémním podmínkám zasahujícím nejspíš celou Zemi. Nejvyšší druhová diverzita živých organismů, kterou se zatím z tohoto dlouhého období podařila zmapovat, je tzv. ediakarská fauna z nejmladšího proterozoika z území dnešní Austrálie. Tato fauna záhadně mizí během staršího kambria. |
| prekambrium kryptozoikum „období skrytého života“ | proterozoikum starohory               | neoproterozoikum                  | kryogén                           | kryogén                           | kryogén                           |                                   | 720 | | 85                | Pevniny se postupně spojují do obřího superkontinentu Rodinie (před 1,3 miliardy let), ve kterém byla soustředěna většina tehdejší souše. Přitom docházelo k významným vrásněním. Vznikají jádra dnešních pevninských štítů. Ještě v průběhu proterozoika se Rodinie rozpadá na menší kontinenty – před 750 miliony let. V této době dochází též k velkému ochlazení, při kterém pevniny pokrývají ledovce a podle některých teorií zamrzá i většina rozlohy moří (tzv. teorie sněhové koule). Tuto drastickou dobu ledovou ukončilo prudké oteplení a rychlé tání. Během proterozoika prochází život postupným vývojem od jednoduchých jednobuněčných organismů až k mnohobuněčným. Tento vývoj patrně urychlila i krize v době velkého zalednění, kdy primitivní organismy musely odolat extrémním podmínkám zasahujícím nejspíš celou Zemi. Nejvyšší druhová diverzita živých organismů, kterou se zatím z tohoto dlouhého období podařila zmapovat, je tzv. ediakarská fauna z nejmladšího proterozoika z území dnešní Austrálie. Tato fauna záhadně mizí během staršího kambria. |
| prekambrium kryptozoikum „období skrytého života“ | proterozoikum starohory               | neoproterozoikum                  | ton                               | ton                               | ton                               |                                   | 1000 | | 280               | Pevniny se postupně spojují do obřího superkontinentu Rodinie (před 1,3 miliardy let), ve kterém byla soustředěna většina tehdejší souše. Přitom docházelo k významným vrásněním. Vznikají jádra dnešních pevninských štítů. Ještě v průběhu proterozoika se Rodinie rozpadá na menší kontinenty – před 750 miliony let. V této době dochází též k velkému ochlazení, při kterém pevniny pokrývají ledovce a podle některých teorií zamrzá i většina rozlohy moří (tzv. teorie sněhové koule). Tuto drastickou dobu ledovou ukončilo prudké oteplení a rychlé tání. Během proterozoika prochází život postupným vývojem od jednoduchých jednobuněčných organismů až k mnohobuněčným. Tento vývoj patrně urychlila i krize v době velkého zalednění, kdy primitivní organismy musely odolat extrémním podmínkám zasahujícím nejspíš celou Zemi. Nejvyšší druhová diverzita živých organismů, kterou se zatím z tohoto dlouhého období podařila zmapovat, je tzv. ediakarská fauna z nejmladšího proterozoika z území dnešní Austrálie. Tato fauna záhadně mizí během staršího kambria. |
| prekambrium kryptozoikum „období skrytého života“ | proterozoikum starohory               | mesoproterozoikum                 | sten                              | sten                              | sten                              |                                   | 1200 | | 200               | Pevniny se postupně spojují do obřího superkontinentu Rodinie (před 1,3 miliardy let), ve kterém byla soustředěna většina tehdejší souše. Přitom docházelo k významným vrásněním. Vznikají jádra dnešních pevninských štítů. Ještě v průběhu proterozoika se Rodinie rozpadá na menší kontinenty – před 750 miliony let. V této době dochází též k velkému ochlazení, při kterém pevniny pokrývají ledovce a podle některých teorií zamrzá i většina rozlohy moří (tzv. teorie sněhové koule). Tuto drastickou dobu ledovou ukončilo prudké oteplení a rychlé tání. Během proterozoika prochází život postupným vývojem od jednoduchých jednobuněčných organismů až k mnohobuněčným. Tento vývoj patrně urychlila i krize v době velkého zalednění, kdy primitivní organismy musely odolat extrémním podmínkám zasahujícím nejspíš celou Zemi. Nejvyšší druhová diverzita živých organismů, kterou se zatím z tohoto dlouhého období podařila zmapovat, je tzv. ediakarská fauna z nejmladšího proterozoika z území dnešní Austrálie. Tato fauna záhadně mizí během staršího kambria. |
| prekambrium kryptozoikum „období skrytého života“ | proterozoikum starohory               | mesoproterozoikum                 | ectas                             | ectas                             | ectas                             |                                   | 1400 | | 200               | Pevniny se postupně spojují do obřího superkontinentu Rodinie (před 1,3 miliardy let), ve kterém byla soustředěna většina tehdejší souše. Přitom docházelo k významným vrásněním. Vznikají jádra dnešních pevninských štítů. Ještě v průběhu proterozoika se Rodinie rozpadá na menší kontinenty – před 750 miliony let. V této době dochází též k velkému ochlazení, při kterém pevniny pokrývají ledovce a podle některých teorií zamrzá i většina rozlohy moří (tzv. teorie sněhové koule). Tuto drastickou dobu ledovou ukončilo prudké oteplení a rychlé tání. Během proterozoika prochází život postupným vývojem od jednoduchých jednobuněčných organismů až k mnohobuněčným. Tento vývoj patrně urychlila i krize v době velkého zalednění, kdy primitivní organismy musely odolat extrémním podmínkám zasahujícím nejspíš celou Zemi. Nejvyšší druhová diverzita živých organismů, kterou se zatím z tohoto dlouhého období podařila zmapovat, je tzv. ediakarská fauna z nejmladšího proterozoika z území dnešní Austrálie. Tato fauna záhadně mizí během staršího kambria. |
| prekambrium kryptozoikum „období skrytého života“ | proterozoikum starohory               | mesoproterozoikum                 | calymm                            | calymm                            | calymm                            |                                   | 1600 | | 200               | Pevniny se postupně spojují do obřího superkontinentu Rodinie (před 1,3 miliardy let), ve kterém byla soustředěna většina tehdejší souše. Přitom docházelo k významným vrásněním. Vznikají jádra dnešních pevninských štítů. Ještě v průběhu proterozoika se Rodinie rozpadá na menší kontinenty – před 750 miliony let. V této době dochází též k velkému ochlazení, při kterém pevniny pokrývají ledovce a podle některých teorií zamrzá i většina rozlohy moří (tzv. teorie sněhové koule). Tuto drastickou dobu ledovou ukončilo prudké oteplení a rychlé tání. Během proterozoika prochází život postupným vývojem od jednoduchých jednobuněčných organismů až k mnohobuněčným. Tento vývoj patrně urychlila i krize v době velkého zalednění, kdy primitivní organismy musely odolat extrémním podmínkám zasahujícím nejspíš celou Zemi. Nejvyšší druhová diverzita živých organismů, kterou se zatím z tohoto dlouhého období podařila zmapovat, je tzv. ediakarská fauna z nejmladšího proterozoika z území dnešní Austrálie. Tato fauna záhadně mizí během staršího kambria. |
| prekambrium kryptozoikum „období skrytého života“ | proterozoikum starohory               | paleo- proterozoikum              | stather                           | stather                           | stather                           |                                   | 1800 | | 200               | Pevniny se postupně spojují do obřího superkontinentu Rodinie (před 1,3 miliardy let), ve kterém byla soustředěna většina tehdejší souše. Přitom docházelo k významným vrásněním. Vznikají jádra dnešních pevninských štítů. Ještě v průběhu proterozoika se Rodinie rozpadá na menší kontinenty – před 750 miliony let. V této době dochází též k velkému ochlazení, při kterém pevniny pokrývají ledovce a podle některých teorií zamrzá i většina rozlohy moří (tzv. teorie sněhové koule). Tuto drastickou dobu ledovou ukončilo prudké oteplení a rychlé tání. Během proterozoika prochází život postupným vývojem od jednoduchých jednobuněčných organismů až k mnohobuněčným. Tento vývoj patrně urychlila i krize v době velkého zalednění, kdy primitivní organismy musely odolat extrémním podmínkám zasahujícím nejspíš celou Zemi. Nejvyšší druhová diverzita živých organismů, kterou se zatím z tohoto dlouhého období podařila zmapovat, je tzv. ediakarská fauna z nejmladšího proterozoika z území dnešní Austrálie. Tato fauna záhadně mizí během staršího kambria. |
| prekambrium kryptozoikum „období skrytého života“ | proterozoikum starohory               | paleo- proterozoikum              | orosir                            | orosir                            | orosir                            |                                   | 2050 | | 250               | Pevniny se postupně spojují do obřího superkontinentu Rodinie (před 1,3 miliardy let), ve kterém byla soustředěna většina tehdejší souše. Přitom docházelo k významným vrásněním. Vznikají jádra dnešních pevninských štítů. Ještě v průběhu proterozoika se Rodinie rozpadá na menší kontinenty – před 750 miliony let. V této době dochází též k velkému ochlazení, při kterém pevniny pokrývají ledovce a podle některých teorií zamrzá i většina rozlohy moří (tzv. teorie sněhové koule). Tuto drastickou dobu ledovou ukončilo prudké oteplení a rychlé tání. Během proterozoika prochází život postupným vývojem od jednoduchých jednobuněčných organismů až k mnohobuněčným. Tento vývoj patrně urychlila i krize v době velkého zalednění, kdy primitivní organismy musely odolat extrémním podmínkám zasahujícím nejspíš celou Zemi. Nejvyšší druhová diverzita živých organismů, kterou se zatím z tohoto dlouhého období podařila zmapovat, je tzv. ediakarská fauna z nejmladšího proterozoika z území dnešní Austrálie. Tato fauna záhadně mizí během staršího kambria. |
| prekambrium kryptozoikum „období skrytého života“ | proterozoikum starohory               | paleo- proterozoikum              | rhyak                             | rhyak                             | rhyak                             |                                   | 2300 | | 250               | Pevniny se postupně spojují do obřího superkontinentu Rodinie (před 1,3 miliardy let), ve kterém byla soustředěna většina tehdejší souše. Přitom docházelo k významným vrásněním. Vznikají jádra dnešních pevninských štítů. Ještě v průběhu proterozoika se Rodinie rozpadá na menší kontinenty – před 750 miliony let. V této době dochází též k velkému ochlazení, při kterém pevniny pokrývají ledovce a podle některých teorií zamrzá i většina rozlohy moří (tzv. teorie sněhové koule). Tuto drastickou dobu ledovou ukončilo prudké oteplení a rychlé tání. Během proterozoika prochází život postupným vývojem od jednoduchých jednobuněčných organismů až k mnohobuněčným. Tento vývoj patrně urychlila i krize v době velkého zalednění, kdy primitivní organismy musely odolat extrémním podmínkám zasahujícím nejspíš celou Zemi. Nejvyšší druhová diverzita živých organismů, kterou se zatím z tohoto dlouhého období podařila zmapovat, je tzv. ediakarská fauna z nejmladšího proterozoika z území dnešní Austrálie. Tato fauna záhadně mizí během staršího kambria. |
| prekambrium kryptozoikum „období skrytého života“ | proterozoikum starohory               | paleo- proterozoikum              | sider                             | sider                             | sider                             |                                   | 2500 | | 200               | Pevniny se postupně spojují do obřího superkontinentu Rodinie (před 1,3 miliardy let), ve kterém byla soustředěna většina tehdejší souše. Přitom docházelo k významným vrásněním. Vznikají jádra dnešních pevninských štítů. Ještě v průběhu proterozoika se Rodinie rozpadá na menší kontinenty – před 750 miliony let. V této době dochází též k velkému ochlazení, při kterém pevniny pokrývají ledovce a podle některých teorií zamrzá i většina rozlohy moří (tzv. teorie sněhové koule). Tuto drastickou dobu ledovou ukončilo prudké oteplení a rychlé tání. Během proterozoika prochází život postupným vývojem od jednoduchých jednobuněčných organismů až k mnohobuněčným. Tento vývoj patrně urychlila i krize v době velkého zalednění, kdy primitivní organismy musely odolat extrémním podmínkám zasahujícím nejspíš celou Zemi. Nejvyšší druhová diverzita živých organismů, kterou se zatím z tohoto dlouhého období podařila zmapovat, je tzv. ediakarská fauna z nejmladšího proterozoika z území dnešní Austrálie. Tato fauna záhadně mizí během staršího kambria. |
| prekambrium kryptozoikum „období skrytého života“ | archaikum prahory                     | neoarchaikum                      | neoarchaikum                      | neoarchaikum                      | neoarchaikum                      |                                   | 2800 | | 300               | Vznikají první kontinenty, resp. jejich jádra – kratóny. Probíhá mohutná vulkanická činnost. Vznik života v podobě jednobuněčných organismů – bakterie, sinice či stromatolity. |
| prekambrium kryptozoikum „období skrytého života“ | archaikum prahory                     | mesoarchaikum                     | mesoarchaikum                     | mesoarchaikum                     | mesoarchaikum                     |                                   | 3200 | | 400               | Vznikají první kontinenty, resp. jejich jádra – kratóny. Probíhá mohutná vulkanická činnost. Vznik života v podobě jednobuněčných organismů – bakterie, sinice či stromatolity. |
| prekambrium kryptozoikum „období skrytého života“ | archaikum prahory                     | paleoarchaikum                    | paleoarchaikum                    | paleoarchaikum                    | paleoarchaikum                    |                                   | 3600 | | 400               | Vznikají první kontinenty, resp. jejich jádra – kratóny. Probíhá mohutná vulkanická činnost. Vznik života v podobě jednobuněčných organismů – bakterie, sinice či stromatolity. |
| prekambrium kryptozoikum „období skrytého života“ | archaikum prahory                     | eoarchaikum                       | eoarchaikum                       | eoarchaikum                       | eoarchaikum                       |                                   | 4031 | 3 | 431               | Vznikají první kontinenty, resp. jejich jádra – kratóny. Probíhá mohutná vulkanická činnost. Vznik života v podobě jednobuněčných organismů – bakterie, sinice či stromatolity. |
| prekambrium kryptozoikum „období skrytého života“ | hadaikum „Hádské období“ priscoan     | hadaikum „Hádské období“ priscoan | hadaikum „Hádské období“ priscoan | hadaikum „Hádské období“ priscoan | hadaikum „Hádské období“ priscoan | hadaikum „Hádské období“ priscoan | 4567 | | 536               | 4280 Ma – nejstarší horniny (Nuvvuagittuq greenstone belt, Kanada); 4404 Ma – nejstarší známý minerál (zirkon); 4567 Ma – vznik Země |